# Narciarstwo dowolne na Zimowych Igrzyskach Olimpijskich Młodzieży 2012 – halfpipe chłopców
Halfpipe chłopców został rozegrany między 14 a 15 stycznia nieopodal Innsbrucka, w ośrodku narciarskim Nordkette Innsbruck. W kwalifikacjach wzięło udział 13 zawodników, natomiast do finału zakwalifikowało się dwunastu. Pierwszym w historii młodzieżowym mistrzem olimpijskim został Szwajcar Kai Mahler, srebrny medal olimpijski wywalczył Finn Lauri Kivari, a brązowy zdobył Amerykanin Aaron Blunck.

## Wyniki

### Kwalifikacje
| Pozycja | Nr | Zawodnik           | Kraj             | Zjazd 1 | Zjazd 2 | Najlepszy | Uwagi |
| ------- | -- | ------------------ | ---------------- | ------- | ------- | --------- | ----- |
| 1       | 9  | Beau-James Wells   | Nowa Zelandia    | 82.50   | 77.50   | 82.50     | Q     |
| 2       | 10 | Kai Mahler         | Szwajcaria       | 14.25   | 76.50   | 76.50     | Q     |
| 3       | 8  | Aaron Blunck       | USA              | 75.75   | 73.00   | 75.75     | Q     |
| 4       | 1  | Lauri Kivari       | Finlandia        | 75.50   | 49.00   | 75.50     | Q     |
| 5       | 7  | Aaron Mackay       | Kanada           | 64.25   | 72.25   | 72.25     | Q     |
| 6       | 13 | Johan Berg         | Norwegia         | 70.00   | 30.75   | 70.00     | Q     |
| 7       | 3  | César Fabre        | Francja          | 64.00   | 26.25   | 64.00     | Q     |
| 8       | 6  | Tyler Harding      | Wielka Brytania  | 59.25   | 63.50   | 63.50     | Q     |
| 9       | 11 | Lucas Mangold      | Niemcy           | 26.00   | 61.50   | 61.50     | Q     |
| 10      | 2  | Kim Kwang-jin      | Korea Południowa | 52.50   | 58.50   | 58.50     | Q     |
| 11      | 5  | Daniel Walchhofer  | Austria          | 8.50    | 52.75   | 52.75     | Q     |
| 12      | 12 | Thomas Waddell     | Australia        | 14.50   | 47.75   | 47.75     | Q     |
| 13      | 4  | Ian Serra Carrillo | Andora           | 19.50   | 40.50   | 40.50     |       |

### Finał
| Pozycja | Nr | Zawodnik          | Kraj             | Zjazd 1 | Zjazd 2 | Najlepszy |
| ------- | -- | ----------------- | ---------------- | ------- | ------- | --------- |
|         | 10 | Kai Mahler        | Szwajcaria       | 95.00   | 67.25   | 95.00     |
|         | 1  | Lauri Kivari      | Finlandia        | 48.75   | 90.00   | 90.00     |
|         | 8  | Aaron Blunck      | USA              | 64.25   | 87.50   | 87.50     |
| 4       | 9  | Beau-James Wells  | Nowa Zelandia    | 85.50   | 83.75   | 83.75     |
| 5       | 3  | César Fabre       | Francja          | 74.75   | 79.25   | 79.25     |
| 6       | 7  | Aaron Mackay      | Kanada           | 70.75   | 76.50   | 76.50     |
| 7       | 13 | Johan Berg        | Norwegia         | 66.75   | 71.75   | 71.75     |
| 8       | 2  | Kim Kwang-jin     | Korea Południowa | 67.75   | 61.75   | 67.75     |
| 9       | 5  | Daniel Walchhofer | Austria          | 57.25   | 66.25   | 66.25     |
| 10      | 6  | Tyler Harding     | Wielka Brytania  | 62.75   | 31.25   | 62.75     |
| 11      | 12 | Thomas Waddell    | Australia        | 48.25   | 14.25   | 48.25     |
| 12      | 11 | Lucas Mangold     | Niemcy           | 27.00   | 46.75   | 46.75     |